# Mollis
Mollis és un municipi del cantó de Glarus (Suïssa).